# تفاعل تناسب مشترك
تفاعل التناسب المشترك (Comproportionation) هو تفاعل أكسدة-اختزال من نوع خاص يتضمن تفاعل كاشفين كيميائيين حاوين على نفس العنصر ولكن بحالتي أكسدة مختلفتين، بحيث يتشكل ناتج يكون فيه العنصر بحالة أكسدة واحدة. يعد تفاعل التناسب المشترك معاكساً لمفهوم تفاعل عدم التناسب.
يمكن تحديد إمكانية دخول أي عنصر في تفاعل تناسب مشترك أو تفاعل عدم تناسب من مخطط فروست.

## أمثلة
- في التفاعل المرفق يتفاعل أيون اليودات في وسط حمضي ويختزل من أيون اليوديد، الذي يتأكسد بدوره ليعطي ناتج مشترك من اليود الحر:

{\displaystyle {{\stackrel {\mathrm {+V} }{\mathrm {I} }}\mathrm {O} _{3}^{-}}_{\mathrm {(s)} }+5\ {{\stackrel {\mathrm {-I} }{\mathrm {I} }}{}^{-}}_{\mathrm {(s)} }+6\ \mathrm {H_{3}O^{+}} _{\mathrm {(l)} }\ {\xrightarrow {\triangle }}\ 3\ {\stackrel {\mathrm {\pm 0} }{\mathrm {I_{2}} }}_{\mathrm {(s)} }+9\ \mathrm {H_{2}O} _{\mathrm {(l)} }}
- مثال آخر يتضمن تفاعل حمض الكبريتيك مع كبريتيد الهيدروجين:

{\displaystyle \mathrm {H_{2}} {\stackrel {\mathrm {+VI} }{\mathrm {S} }}\mathrm {O_{4\,(aq)}} +3\ \mathrm {H_{2}} {\stackrel {\mathrm {-II} }{\mathrm {S} }}_{\mathrm {(g)} }\ {\xrightarrow {\bigtriangledown }}\ 4\ {\stackrel {\mathrm {\pm 0} }{\mathrm {S} }}_{\mathrm {(s)} }+4\ \mathrm {H_{2}O_{(l)}} }

## اقرأ أيضاً
- تفاعل عدم تناسب
- إعادة توزيع (كيمياء)